# Brillantaisia lamium
Brillantaisia lamium är en akantusväxtart som först beskrevs av Christian Gottfried Daniel Nees von Esenbeck, och fick sitt nu gällande namn av George Bentham. Brillantaisia lamium ingår i släktet Brillantaisia och familjen akantusväxter. Inga underarter finns listade i Catalogue of Life.

## Bildgalleri

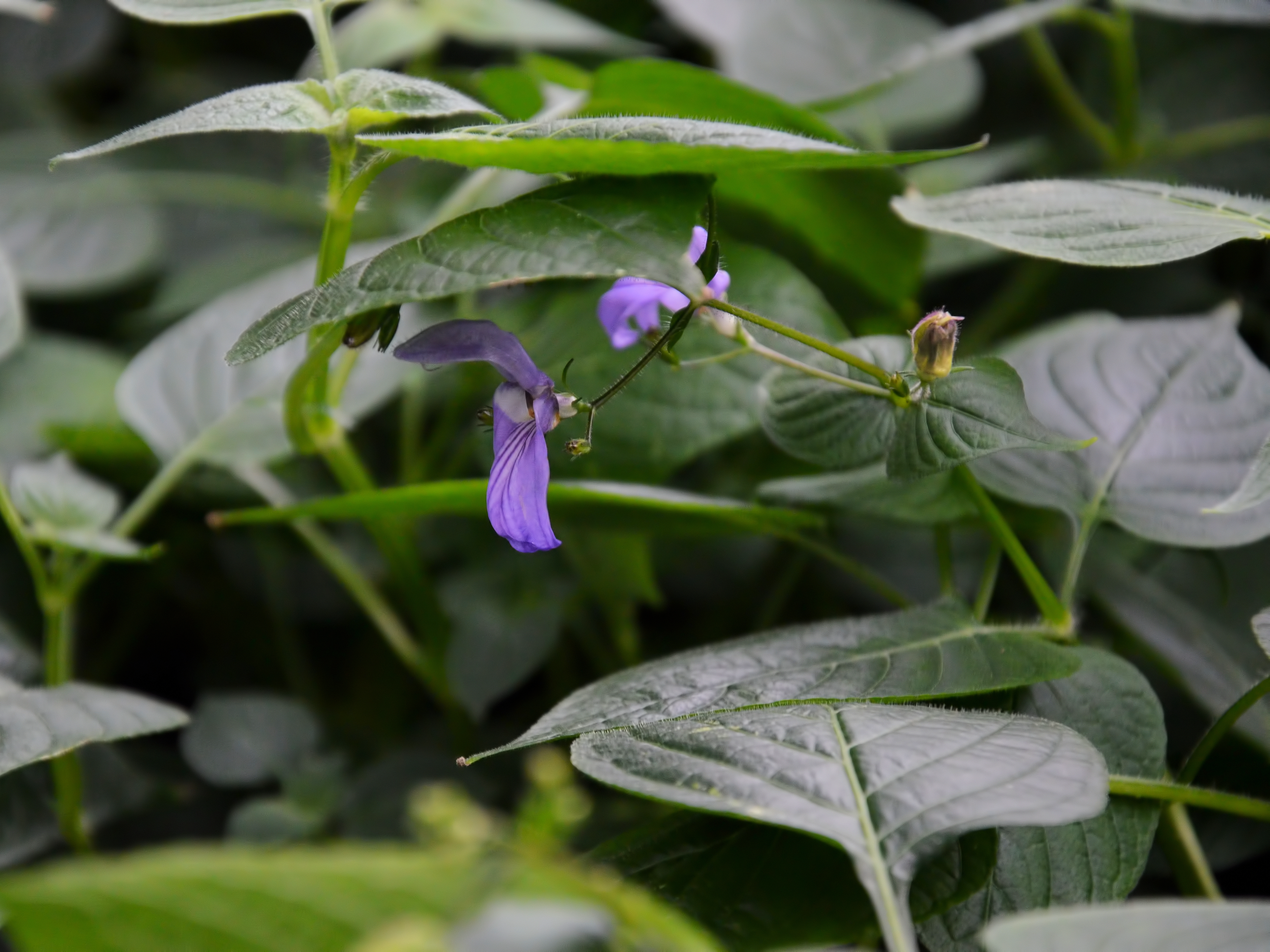